# Cantorov teorem
Cantorov teorem, jedan od temeljnih teorema naivne teorije skupova. Teorem je 1891. dokazao njemački matematičar
Georg Cantor u svom radu „Über eine elementare Frage der Mannigfaltigkeitslehre” (njem. O elementarnom pitanju teorije različitosti).
Teorem tvrdi da je kardinalni broj svakog skupa strogo manji od kardinalnog broja njegova partitivnog skupa, tj. {\displaystyle |S|<|{\mathcal {P}}(S)|}. Izravna i važna posljedica ovog teorema je ta da ne postoji „najveći kardinalni broj”.

## Dokaz
Postoje dva slučaja. Naime, skup {\displaystyle S} može biti prazan ili neprazan.
1. Neka je {\displaystyle S} prazan skup, odnosno neka je {\displaystyle S=\emptyset }. Ovo povlači {\displaystyle |S|=0\implies |S|<|{\mathcal {P}}(S)|=1}, čime je teorem u ovom slučaju dokazan. 
2. Neka je {\displaystyle S} neprazan skup, tj. neka je {\displaystyle S\neq \emptyset }. Dokažimo da je tada {\displaystyle |S|\leq |{\mathcal {P}}(S)|}. Postoji injekcija sa skupa {\displaystyle S} u {\displaystyle {\mathcal {P}}(S)}, tj. {\displaystyle x\in S,x\mapsto {x}\in {\mathcal {P}}(S)}. To znači da je zaista {\displaystyle |S|\leq |{\mathcal {P}}(S)|}.
Pokažimo sada da je {\displaystyle |S|\neq |{\mathcal {P}}(S)|}. Pretpostavimo suprotno, tj. pretpostavimo da je {\displaystyle |S|=|{\mathcal {P}}(S)|}. Neka je {\displaystyle g:S\rightarrow {\mathcal {P}}(S)} bijekcija. (Ona postoji jer su prema pretpostavci skupovi {\displaystyle S} i {\displaystyle {\mathcal {P}}(S)} iste kardinalnosti.)
Sada slijedi genijalni argument kojega je našao Cantor. Naime, formirajmo skup {\displaystyle Z=\{a\in S|a\not \in g(a)\}.} Skup {\displaystyle Z\subseteq S} se očito nalazi u {\displaystyle {\mathcal {P}}(S)}. Budući da je {\displaystyle g} bijekcija, vrijedi da je {\displaystyle g} surjekcija, tj. {\displaystyle \exists b\in S} takav da je {\displaystyle g(b)=Z.}
Mogu nastupiti dva slučaja:
1. {\displaystyle b\in Z\implies b\notin g(b)=Z}, što je kontradikcija.
2. {\displaystyle b\notin Z\implies b\in g(b)=Z}, što je također kontradikcija.
Iz ovoga slijedi da {\displaystyle g} nije bijekcija, tj. ne postoji bijekcija sa skupa {\displaystyle S} u skup {\displaystyle {\mathcal {P}}(S)} što povlači {\displaystyle |S|\neq |{\mathcal {P}}(S)|}, čime je teorem dokazan.